# 驩州
驩州（かんしゅう）は、中国王朝がかつてベトナムに置いた州。隋代から明代にかけて、現在のゲアン省（乂安）南部およびハティン省（河静）一帯に設置された。

## 概要
南朝梁により設置された徳州を前身とする。
598年（開皇18年）、隋により徳州は驩州と改称された。驩州は九徳・咸驩・浦陽・越常・金寧・交谷・安遠・光安の8県を管轄した。607年（大業3年）に州が廃止されて郡が置かれると、驩州は日南郡と改称された。
622年（武徳5年）、唐により日南郡は南徳州と改められた。625年（武徳8年）、南徳州は徳州と改称された。627年（貞観元年）、徳州は驩州と改称された。742年（天宝元年）、驩州は日南郡と改称された。758年（乾元元年）、日南郡は驩州と改称された。驩州は嶺南道に属し、九徳・浦陽・咸驩・越裳の4県を管轄した。
931年、楊廷芸が南漢から自立し、北ベトナムの中国支配が終わった。楊廷芸は牙将の丁公著（丁部領の父）を驩州刺史に任じた。
前黎朝の黎桓のとき、黎龍鍉が驩州刺史をつとめた。
李朝の李公蘊のとき、李公顕が驩州刺史をつとめた。李太宗のとき、李偓佺が驩州刺史をつとめた。1036年、驩州は乂安州と改められた。
1407年（永楽5年）、明の永楽帝がベトナムに侵攻し、驩州が置かれた。驩州は乂安府に属し、石塘・東岸・沙南・路平の4県を管轄した。1424年、藍山の義軍が乂安で明軍を撃破し、驩州は黎利の支配下に入った。